# Brough (Whalsay)

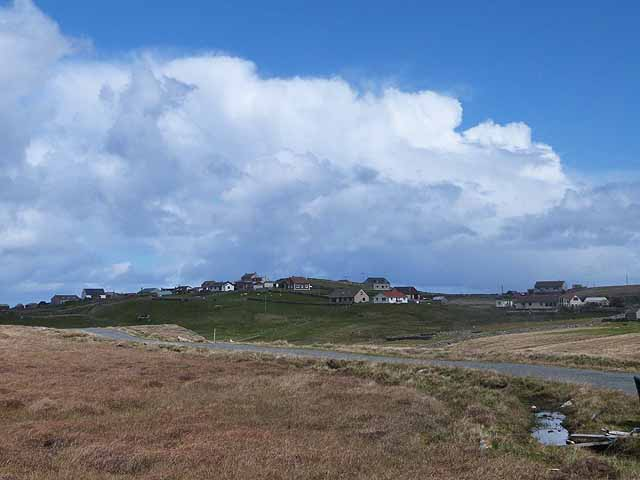
Blick auf den Ort

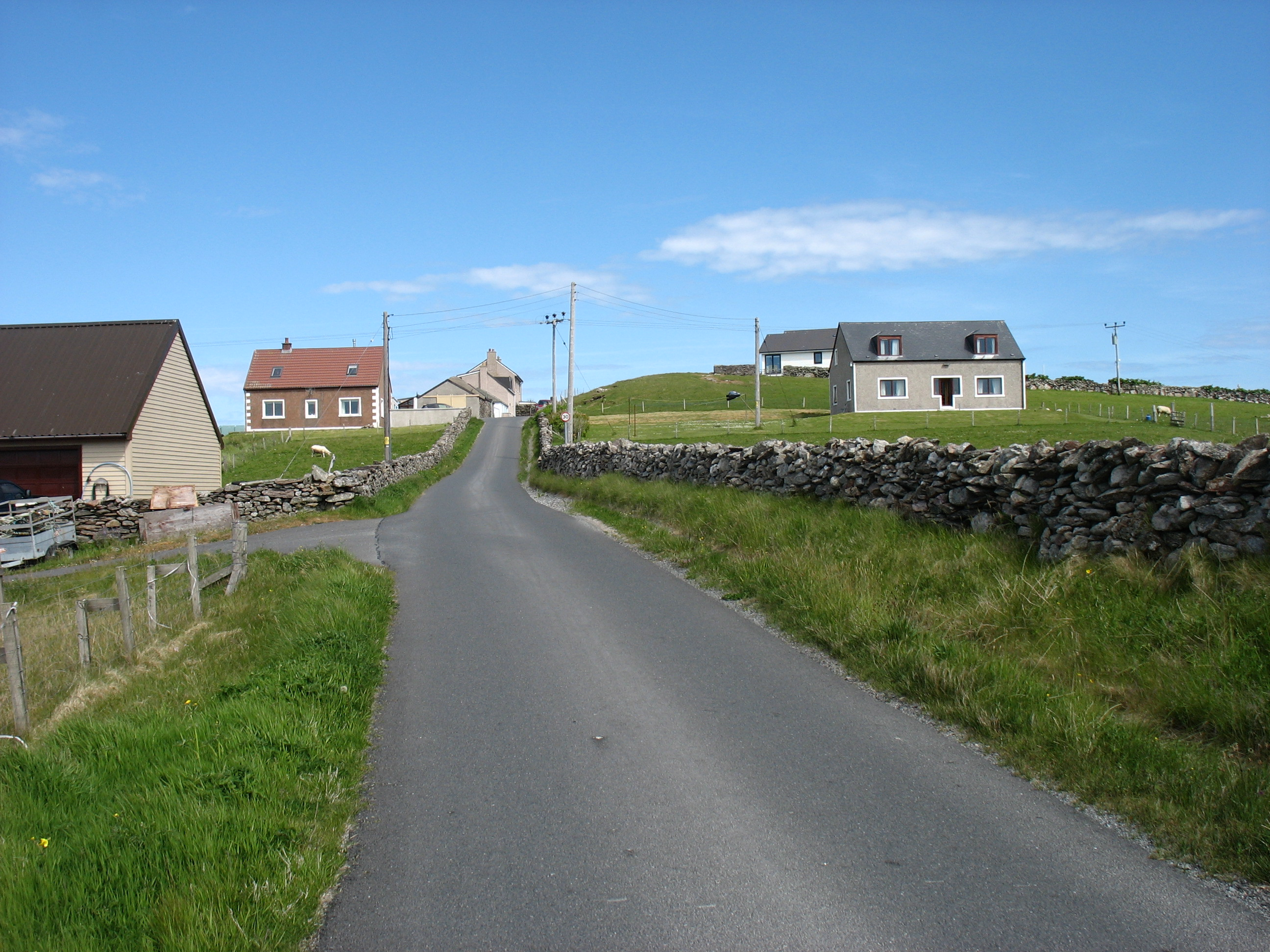
Straße in Brough

Brough ist eine Ortschaft, die im Nordosten der zu Schottland zählenden Shetlands liegt.

## Geographie
Brough liegt an der nordwestlichen Küste der Insel Whalsay, etwa drei Kilometer nördlich des Hafenortes Symbister. In der Nähe von Brough liegen der See Loch of Houll im Süden sowie die Ortschaft Marrister im Südwesten. Der Küstenbereich ist stark untergliedert. Hier befinden sich die Buchten North Voe of Brough und South Voe of Brough sowie das dazwischen liegende Becken Houb. Jenseits von ihnen liegen die Halbinseln Kirk Ness und Suther Ness. 

## Historisches
Im Rahmen der historischen Gliederung Schottlands in Civil Parishes zählt Brough zu Nesting.